# Zimbabwe Cricket Regionals Pro50 2024/25
Die Zimbabwe Cricket Regionals Pro50 2024/25 ist die vierte Ausgabe des simbabwischen List-A-Cricket-Wettbewerbes. Im Finale konnten sich Northerns gegen Southerns mit zwei Siegen durchsetzen.

## Format
An dem Wettbewerb nehmen die zwei Regionalmannschaften teil. Sie spielen zwei Spiele gegeneinander, um den Gewinner des Wettbewerbes auszuspielen.

## Resultate
| 14. November Scorecard | Harare | Northerns 304-9 (50)          | – | Southerns 228 (42.4) |
|                        |        | Northerns gewinnt mit 76 Runs |   |                      |

| 16. November Scorecard | Harare | Southerns 267 (48.4)          | – | Northerns 186-3 (32/32) |
|                        |        | Northerns gewinnt mit 41 Runs |   |                         |